# Kerteminde Provsti
Kerteminde Provsti var et provsti i Fyens Stift. Provstiet lå indtil 2007 i Kerteminde, Langeskov, Munkebo, Ullerslev og Årslev Kommuner. Efter 2007 ligger sognene i Kerteminde Kommune og Nyborg Kommune.
Provstiet blev 1. november 2021 lagt sammen med Nyborg Provsti og danner nu Kerteminde-Nyborg Provsti.
Provstiet bestod af 16 sogne med 17 kirker, fordelt på 9 pastorater.

## Pastorater
| Pastorater i Kerteminde Provsti | Pastorater i Kerteminde Provsti | Pastorater i Kerteminde Provsti |
| ------------------------------- | ------------------------------- | ------------------------------- |
| Dalby-Stubberup Pastorat        | Flødstrup-Ullerslev Pastorat    | Kerteminde-Drigstrup Pastorat   |
| Marslev-Birkende Pastorat       | Mesinge-Viby Pastorat           | Munkebo-Kølstrup Pastorat       |
| Rønninge Pastorat               | Rynkeby-Revninge Pastorat       | Skellerup-Ellinge Pastorat      |

## Sogne
| Sogne i Kerteminde Provsti | Sogne i Kerteminde Provsti | Sogne i Kerteminde Provsti |
| -------------------------- | -------------------------- | -------------------------- |
| Birkende Sogn              | Dalby Sogn                 | Ellinge Sogn               |
| Flødstrup Sogn             | Kerteminde-Drigstrup Sogn  | Kølstrup Sogn              |
| Marslev Sogn               | Mesinge Sogn               | Munkebo Sogn               |
| Revninge Sogn              | Rynkeby Sogn               | Rønninge Sogn              |
| Skellerup Sogn             | Stubberup Sogn             | Ullerslev Sogn             |
| Viby Sogn                  |                            |                            |